# Aleksandrowo (powiat mławski)
Aleksandrowo – wieś w Polsce, w województwie mazowieckim, w powiecie mławskim, w gminie Strzegowo.
Do 2023 miejscowość była przysiółkiem wsi Unierzyż.
W latach 1975−1998 przysiółek należał administracyjnie do województwa ciechanowskiego.